# Les Intrigantes
Pour plus de détails, voir Fiche technique et Distribution.
Les Intrigantes est un film français réalisé par Henri Decoin, sorti en 1954.

## Résumé
Paul Rémi (Raymond Rouleau), directeur de théâtre bien connu, est accusé par son secrétaire, Andrieux, d’avoir poussé d’une passerelle, à dix-huit mètres au-dessus de la scène, son associé Bazine dont il hérite. Réconforté par sa jeune femme, Mona (Jeanne Moreau), Rémi se cache dans un hôpital psychiatrique. Mona dirige alors le théâtre, y prend goût et envisage de plus en plus, poussée par Andrieux, la culpabilité de son époux. Marie, une jeune dactylo amoureuse de Rémi, confondra Andrieux et démontrera que Bazine est mort accidentellement. Mona s’éloigne et Paul espère des jours meilleurs avec Marie.

## Fiche technique
- Titre : Les Intrigrantes
- Réalisation : Henri Decoin, assisté de Fabien Collin, Michel Deville
- Scénario : Henri Decoin, d'après le roman de Jacques Robert, La Machination
- Adaptation et dialogues : Jacques Robert, Henri Decoin, François Boyer
- Photographie : Michel Kelber, assisté de Wladimir Ivanoff et Georges Barsky
- Opérateur : Henri Tiquet
- Musique : Georges Van Parys
- Décors : René Renoux, assisté de Pierre Tyberghein et Jean Taillandier
- Robes : Germaine Lecomte
- Montage : Denise Reiss, assisté de Jacqueline Labussière
- Son : Pierre Calvet, assisté de Jacques Gérardot et Maurice Dagonneau
- Maquillage : Anatole Paris, Boris de Fast
- Coiffures : Simone Knapp
- Fourrures : Roland Meyer
- Photographe de plateau : Marcel Combes
- Script-girl : Suzanne Durrenberger
- Régisseur général : Irénée Leriche
- Régisseur : Maurice Jumeau
- Tournage du 4 janvier au 10 février 1954, à Paris Studios Cinéma de Billancourt
- Laboratoire C.T.M de Gennevilliers
- Système sonore Western Electric
- Chef de production : Joseph Zielinski
- Directeur de production : Henri Lavorel
- Société de production : Memnon Films (France)
- Distribution : A.G.D.C - (Alliance Générale de Distribution Cinématographique)
- Pays :  France
- Format : Noir et blanc - 1,37:1 - 35 mm - Son mono
- Genre : Comédie dramatique
- Durée : 96 minutes
- Date de sortie : 
  - France -  7 avril 1954
- Visa d'exploitation : 15.247
- Affiche : Jacques Bonneaud (France)

## Distribution
- Raymond Rouleau : Paul Rémi, le directeur du théâtre
- Jeanne Moreau : Mona Rémi, la femme de Paul
- Raymond Pellegrin : Mr Andrieux, le secrétaire de Paul
- Etchika Choureau : Marie, la dactylo de la troupe
- Jacques Charon : Antonio Pan, le jeune premier
- Marcel André : L'inspecteur Gosset
- Louis de Funès : Marcange, l'auteur de la pièce de théâtre
- Jacqueline Maillan : une danseuse
- Robert Hirsch : Mickaël Pakévitch, le metteur en scène
- Claude Borelli : Jany Noël, la starlette
- Paul Demange : Émile Carcassonne, l'assureur
- Renée Passeur : Mme Marcange, la femme de l'auteur
- Jean-Louis Le Goff : Guillaume, un machiniste
- Roger Saget : Maître Damien, l'avocat de Paul
- Olivier Darrieux : Hermès, un comédien
- Jean Hebey : le juge d'instruction
- Guy Pierrault : Rase-motte, un machiniste
- Jacques Jouanneau : le reporter photographe
- Monique Montivier : L'infirmière
- Paul Azaïs : l'infirmier brancardier
- Simone Bach : une danseuse
- France Degand : une danseuse
- Henri Coutet : le contrôleur SNCF
- Marcel Loche : le chauffeur de taxi
- Jean-Michel Rouzière : Jean, le garçon du restaurant
- Chantal Retz : une danseuse
- Pascale Roberts : une danseuse
- Jimmy Perrys : le restaurateur
- Martine Sarcey : une danseuse
- Raoul Saint-Yves : Un garçon
- Luce Aubertin
- Josette Grenier
- Yvonne Claudie